# رنگین‌تاب چانه‌سفید
رنگین‌تاب چانه‌سفید (نام علمی: Galbula tombacea) نام یک گونه از تیره رنگین‌تاب است.